# Fernando Jesús Manzano Pedrera
Fernando Jesús Manzano Pedrera (Cáceres, 3 de junio de 1969) es un profesor y político español, actual Secretario General de Interior, Emergencias y Protección Civil de la Consejería de Presidencia, Interior y Diálogo Social de la Junta de Extremadura.

## Biografía
Natural de Malpartida de Cáceres, aunque reside en Cáceres, está casado y es padre de dos hijos. Politólogo - Grado en Ciencias Políticas y Gestión Pública, ha ejercido como Profesor de Formación Profesional y Enseñanza Secundaria en diversos Institutos de Extremadura. Funcionario docente de carrera con antigüedad desde 1990, tiene plaza definitiva en el IES Virgen de Guadalupe de Cáceres. Miembro del PP, ha sido Concejal y Portavoz adjunto de la oposición en el Ayuntamiento de Malpartida de Cáceres durante dos legislaturas (1999-2007), y primer Teniente de Alcalde y Portavoz del Gobierno Municipal del Ayuntamiento durante una tercera (2007-2011). Además, ha sido Diputado Provincial de la Diputación de Cáceres durante dos legislaturas 2003-2011, al mismo tiempo que asumía la Portavocía del Grupo Popular en la Diputación cacereña entre los años 2003-2008. Ha sido también Presidente del PP en la Comarca de Cáceres de 2001 a 2009. Miembro del Comité Ejecutivo Provincial de Cáceres del PP desde enero de 2001 a julio de 2025. Miembro del Comité Ejecutivo Autonómico de Extremadura del PP desde julio de 2003 a julio de 2025. Ha sido Secretario General autonómico del PP de Extremadura desde noviembre de 2008 a julio de 2022. Desde noviembre de 2008 a julio de 2025 ha sido miembro de la Junta Directiva Nacional del PP en España, y desde febrero de 2017 a julio de 2025 miembro del Comité Ejecutivo Nacional del PP, primero con Mariano Rajoy (desde febrero de 2017 a julio de 2018), después con Pablo Casado (desde julio de 2018 a abril de 2022) y por último con Alberto Núñez Feijóo (desde abril de 2022 a julio de 2025).
Fue número uno de la coalición electoral PP-EU (Partido Popular-Extremadura Unida) por la Provincia de Cáceres en las elecciones autonómicas de mayo de 2011, resultando ganadora de las elecciones dicha lista electoral y siendo elegido Diputado. Desde el 21 de junio de 2011 hasta el 23 de junio de 2015, fue Presidente de la Asamblea de Extremadura en su VIII Legislatura. Durante el año 2012 fue Presidente de la CALRE (Conferencia de Asambleas Legislativas Regionales de Europa), siendo elegido en el Plenario General de la CALRE celebrado a finales de 2011 en la ciudad de L´Aquila (Italia), relevando en la Presidencia de la Conferencia al italiano Nazario Pagano. Durante el año 2013 es Vicepresidente de la CALRE, siendo la Presidenta la belga Françoise Dupuis. Repite de número uno por la circunscripción de Cáceres en las elecciones autonómicas de mayo de 2015 (resultando ganadora de nuevo la lista electoral) y mayo de 2019, esta vez bajo las siglas del Partido Popular, resultando de nuevo elegido Diputado en ambas elecciones autonómicas. Desde el 23 de junio de 2015 y hasta el 20 de junio de 2023, es Vicepresidente Segundo de la Asamblea de Extremadura en sus IX y X Legislaturas.
Tras la llegada de María Guardiola Martín a la Junta de Extremadura fue nombrado por el Consejo de Gobierno el 3 de agosto de 2023, Secretario General de Interior, Emergencias y Protección Civil en la Consejería de Presidencia, Interior y Diálogo Social de la Junta de Extremadura

## Cargos desempeñados
- Concejal y Portavoz Adjunto de la oposición en el Ayuntamiento de Malpartida de Cáceres (1999-2007).
- Presidente del PP de la Comarca de Cáceres (2001-2009).
- Diputado Provincial en la Diputación de Cáceres (2003-2011).
- Portavoz del Grupo Popular en la Diputación de Cáceres (2003-2008).
- Primer Teniente de Alcalde y Portavoz del Gobierno en el Ayuntamiento de Malpartida de Cáceres (2007-2011).
- Secretario General Autonómico del Partido Popular de Extremadura (2008-2022).
- Diputado por Cáceres en la Asamblea de Extremadura (2011-2023).
- Presidente de la Asamblea de Extremadura (2011-2015).
- Presidente de la CALRE (Conferencia de Asambleas Legislativas Regionales de Europa (2012).
- Vicepresidente de la CALRE (Conferencia de Asambleas Legislativas Regionales de Europa (2013).
- Vicepresidente Segundo de la Asamblea de Extremadura (2015-2023).
- Secretario General de Interior, Emergencias y Protección Civil de la Junta de Extremadura (2023-Actualidad).

- Fernando Jesús Manzano Pedrera en la web de la Asamblea de Extremadura
- http://www.asambleaex.es/presidente (enlace roto disponible en Internet Archive; véase el historial, la primera versión y la última).

- Datos: Q5694434